# Артемьев, Сергей Викторович
Серге́й Ви́кторович Арте́мьев (20 января 1969, Ленинград) — советский и российский боксёр лёгкой весовой категории, выступал за сборную во второй половине 1980-х годов. Серебряный призёр чемпионата СССР, обладатель Кубка СССР, победитель международных турниров класса «А» и матчевых встреч США—СССР. На соревнованиях представлял спортивное общество «Динамо».  Мастер спорта СССР международного класса (1988). В период 1989—1993 пробовал себя на профессиональном уровне, но в связи с тяжелейшей травмой вынужден был завершить карьеру уже в 24 года.

## Биография
Сергей Артемьев родился 20 января 1969 года в Ленинграде. В детстве мечтал стать хоккеистом, но в хоккейную секцию его не взяли по причине недостаточно крепкого телосложения. Активно заниматься боксом начал в возрасте десяти лет в добровольном спортивном обществе «Динамо», вместе со старшим братом Александром тренировался у таких известных специалистов как Геннадий Машьянов и Игорь Лебедев. Первого серьёзного успеха на ринге добился в 1985 году, когда выиграл первенство СССР среди школ-интернатов спортивного профиля — тем самым выполнил норматив мастера спорта.
Два года спустя завоевал серебряную медаль на взрослом чемпионате Советского Союза, благодаря этому достижению стал попадать в состав сборной страны и ездить на крупные международные турниры. В том числе в 1988 году одержал победу на турнире класса «А» в Дании, через год был первым на турнире в Венгрии. Помимо этого, выиграл Кубок СССР и поучаствовал в матчевой встрече со сборной США, где победил будущего чемпиона мира среди профессионалов Шейна Мосли. За эти победы удостоен почётного звания «Мастер спорта международного класса». Всего в любительском боксе провёл 176 боёв, из них 157 окончил победой.
В 1989 году Артемьев решил оставить сборную и вместе с братом перешёл в профессионалы (на тот момент ему было всего лишь 20 лет). Первый бой провёл в Ленинграде, но вскоре по контракту уехал в США, где довольно неплохо выступал в течение трёх последующих лет. В марте 1993 года на бой за звание чемпиона Соединённых Штатов вышел тяжело больным и в десятом раунде проиграл нокаутом, получив серьёзную травму головы. Перенёс сложнейшую операцию, побывал в состоянии клинической смерти, но в итоге американским врачам всё-таки удалось спасти его. На этом боксёрская карьера Сергея Артемьева завершилась, его личная статистика в профессиональном боксе: 21 бой, 18 побед (в том числе 12 досрочно), два поражения и одна ничья. Впоследствии он долго лечился в США, принял американское гражданство и по сей день проживает в Нью-Джерси. Занимается общественной деятельностью, в частности, участвует в работе Ассоциации ветеранов спорта, которая помогает спортсменам-иммигрантам с постсоветского пространства. Женат вторым браком, есть сын.
17 декабря 1993 года участвовал в специальном выездном выпуске капитал-шоу «Поле чудес», проходившем в Нью-Йорке, и одержал победу.
Автор мемуаров «Шаг до вершины».